# Incendie de l'hôtel Polen
L'incendie de l'hôtel Polen eut lieu le 9 mai 1977 à Amsterdam, aux Pays-Bas et fit 33 morts et 21 blessés. 

## Conséquences
Aujourd'hui, le bâtiment est remplacé par le Rokin Plaza, situé à l’arrière du musée Madame Tussauds.